# Пурпурноголовая пиранга
Пурпурноголовая пиранга (лат. Piranga rubriceps) — вид певчих птиц семейства кардиналовых. Подвидов не выделяют. Распространён в Южной Америке (Колумбия, Эквадор и Перу).

## Описание
Пурпурноголовая пиранга достигает длины 17 см и массы от 28 до 42 г. У взрослых самцов голова, шея, верхняя часть мантии и верхняя часть груди тёмно-красного цвета. Спина и лопатки желтовато-оливковые, надхвостье и кроющие перья хвоста ярко-жёлтые. Самые длинные кроющие перья хвоста оливковые, хвост тёмно-оливкового цвета с тускло-желтой каймой. Изгиб крыла, малые и средние кроющие перья крыла ярко-жёлтые. Остальная часть крыла и хвост чёрные с оливково-желтой каймой на больших кроющих перьях и наружных опахалах третьестепенных и второстепенных маховых перьев и рулевых перьев. Нижняя часть тела от груди до подхвостья и нижних кроющих перьев хвоста ярко-жёлтого цвета. Радужная оболочка тёмно-коричневая. Клюв черноватый; ноги тёмно-серые. Самка похожа на самца, но более тусклая, с более ограниченными участками красного цвета, доходящим только до верхней части затылка и передней части шеи. Молодые особи не описаны.
Песня представляет собой комбинацию тонких трелей, например, «tititititi», перемежаемых более музыкальными фразами, такими как «tswe, weéteetseet-see». Также издает более резкое, пронзительное «tsee-ee-ee-ee» или подобную ноту, которая повышается, например «tuueeet!». Позывки включают в себя резкие ноты «spink!» и «tink!».

## Распространение, места обитания и поведение
Пурпурноголовая пиранга распространена на северо-западе Южной Америки. Ареал прерывистый: локально в трёх районах западных Анд в Колумбии и на восточном склоне (от департамента Нариньо и Путумайо) через Эквадор (локально также на западном склоне Анд до провинции Пичинчи) до севера Перу (до региона Уануко).
Пурпурноголовая пиранга обитает во влажных горных лесах, особенно в лесах, заросших мхом и эпифитами, и на опушках лесов. Встречается на высоте 1700—3000 м над уровнем моря в Колумбии; в основном на высоте 2200—3000 м в Эквадоре и на высоте 1800—3000 м в Перу.
Добывает пищу парами и небольшими группами по 3—6 особей; часто присоединяется к смешанным стаям птиц. В поисках пищи вяло прыгает по веткам или в листве на среднем или верхнем ярусе; часто на открытом месте. Биология размножения не описана.